# Bengt Hedin
Bengt Nils Gustaf Hedin, född 25 september 1949 i Själevads församling, Västernorrlands län, död där 9 september 2014
, var en svensk sportchef, sedermera arenachef i MODO Hockey.
Hedin var sportchef i 15 år, vilket är längst i Elitseriens historia. Han är pappa till ishockeyspelaren Pierre Hedin. Bengt Hedin är begravd på Själevads kyrkogård.